# Banoffee pie
La banoffee pie (qualche volta italianizzato in torta banoffee) è una torta inglese composta da una farcitura di banane, panna e toffee (a base di latte condensato bollito o dulce de leche), e una base di biscotto al burro (o ricavata da biscotti al burro sbriciolati). Alcune versioni della ricetta includono cioccolato, caffè o entrambi gli ingredienti.
Il suo nome, a volte scritto "banoffi", è una parola macedonia che unisce le parole "banana" e "toffee".

## Storia
Il credito per l'invenzione della banoffee pie è rivendicato da Nigel Mackenzie e Ian Dowding, rispettivamente proprietario e chef dell'Hungry Monk Restaurant di Jevington, nell'East Sussex. Essi sostengono di aver sviluppato il dessert nel 1971 modificando una ricetta americana inattendibile che si sarebbe dovuta nominare "Blum's Coffee Toffee Pie", contenente del soffice caramello preparato bollendo una lattina di latte condensato non aperta per diverse ore. Dopo aver apportato vari cambiamenti, tra cui l'aggiunta di mele o mandarini, Mackenzie propose l'aggiunta di banane. Dowding in seguito dichiarò che "capimmo subito di aver fatto bene". Mackenzie propose il nome "Banoffi Pie" e il piatto divenne così popolare tra i suoi clienti che i due ristoratori "non poterono toglierlo" dal menù.
La ricetta fu pubblicata in The Deeper Secrets of the Hungry Monk del 1974, e ristampata nel libro di cucina del 1997 In Heaven with The Hungry Monk. Dowding dichiarò che il suo "cucciolo odia la base di briciole biscottate e quell'orribile panna spray". Era inoltre il dessert preferito di Margaret Thatcher.
La ricetta venne in seguito adottata in molti altri ristoranti in tutto il mondo. Nel 1984, un certo numero di supermercati iniziò a venderla facendo credere che fosse una ricetta americana. Ciò spinse Nigel Mackenzie a offrire un premio di 10.000 dollari statunitensi a chiunque avesse potuto smentire la loro pretesa di essere stati gli inventori del dolce.
"Banoffee" è un lemma che fa parte della lingua inglese e descrive qualsiasi cibo o prodotto che abbia il sapore o l'odore di banana e caramello. Una ricetta per la torta, che contiene una base di biscotti sbriciolati, viene spesso stampata su scatole di latte condensato della Nestlé, sebbene quella ricetta preveda che il contenuto della lattina venga bollito con burro e zucchero aggiuntivi invece che nella lattina chiusa (presumibilmente per motivi di sicurezza).
La banoffee pie avrebbe dovuto essere servita al presidente degli Stati Uniti Donald Trump e al leader nordcoreano Kim Jong-un durante il loro incontro al vertice del marzo 2019, ma non lo fu quando la riunione terminò bruscamente.